# Xanthorhoe baicalata
Xanthorhoe baicalata är en fjärilsart som beskrevs av Bremer 1864. Xanthorhoe baicalata ingår i släktet Xanthorhoe och familjen mätare. Inga underarter finns listade i Catalogue of Life.